# Trie-la-Ville
Trie-la-Ville település Franciaországban, Oise megyében. Lakosainak száma 306 fő (2022. január 1.). Trie-la-Ville Chaumont-en-Vexin, Énencourt-Léage, Jaméricourt és Trie-Château községekkel határos.

## Népesség
A település népessége az elmúlt években az alábbi módon változott:
| Lakosok száma | 326  | 317  | 310  | 307  | 306  | 306  | 306  | 306  |
|               | 2013 | 2015 | 2017 | 2018 | 2019 | 2020 | 2021 | 2022 |